# Santuario Histórico de la Pampa de Ayacucho
Das Santuario Histórico de la Pampa de Ayacucho ist ein nationales Schutzgebiet in Zentral-Peru in der Region Ayacucho. Es wurde am 14. August 1980 eingerichtet. Verwaltet wird es von der staatlichen Naturschutz-Agentur Servicio Nacional de Areas Naturales Protegidas por el Estado (SERNANP). Das Areal besitzt eine Fläche von 3 km². Es entspricht der IUCN-Kategorie III, vergleichbar einem Naturdenkmal in Deutschland. Das Santuario Histórico de la Pampa de Ayacucho dient der Erhaltung des Schauplatzes der Schlacht bei Ayacucho, die am 9. Dezember 1824 stattfand. Im Schutzgebiet befindet sich das Kriegerdenkmal Obelisco de la Pampa de la Quinua.

## Lage
Das Schutzgebiet befindet sich am nordöstlichen Ortsrand der Kleinstadt Quinua 16 km nordöstlich der Regionshauptstadt Ayacucho im Distrikt Quinua der Provinz Huamanga. Das Gebiet liegt an einem nach Südwesten ausgerichteten Berghang der peruanischen Zentralkordillere und liegt in Höhen zwischen 3330 m und 4080 m.

## Ökosystem
Zur Vogelwelt des Areals gehören das Punasteißhuhn (Tinamotis pentlandii), das Andensteißhuhn (Nothoprocta pentlandii), die Andengans (Chloephaga melanoptera), der Bergkarakara (Phalcoboenus megalopterus) und der Andenkiebitz (Vanellus resplendens).
Zu der im Gebiet heimischen Pflanzenwelt gehören der Echte Salbei (Salvia officinalis), die Salbei-Unterart Salvia cuspidata gilliesii, die Lupinen-Art Lupinus hirsutus, die Klee-Art Trifolium amabile, Ephedra americana aus der Gattung der Meerträubel sowie das Punagras Stipa ichu.